# Richard A. Lerner
Richard Alan Lerner (* 26. August 1938 in Chicago, Illinois; † 2. Dezember 2021 in San Diego) war ein US-amerikanischer Biochemiker. Lerner war Professor für Chemie am Scripps Research Institute in La Jolla, Kalifornien.

## Leben
Lerner studierte an der Northwestern University, Illinois, und der Stanford University, Kalifornien, Medizin und erwarb 1964 einen M.D. (Berufsdoktorat). Als Assistenzarzt arbeitete er zunächst am Palo Alto Stanford Hospital in Palo Alto, Kalifornien. 1965 wechselte Lerner als Forschungsassistent an die Scripps Clinic and Research Foundation in La Jolla, Kalifornien, bevor er 1968 an das Wistar Institute in Philadelphia, Pennsylvania wechselte. Ab 1970 war Lerner wieder an der Scripps Clinic and Research Foundation tätig, die später in Research Institute of Scripps Clinic und schließlich in Scripps Research Institute umbenannt wurde. Er durchlief Abteilungen für experimentelle Pathologie, Immunpathologie, zelluläre und Entwicklungs-Immunologie, molekulare Biologie, Chemie und Biochemie. Von 1987 bis 2012 war Richard Lerner Direktor des Scripps Research Institute.

## Wirken
Lerner hat neue Methoden an der Schnittstelle zwischen Immunologie, Molekularbiologie, Biochemie und Chemie entwickelt. Lerner entwickelte Antikörper-Bibliotheken (vgl. Phagen-Display), die es erlauben, Antikörper ohne Immunisierung herzustellen. Er konnte außerdem Antikörper einsetzen, um als Katalysatoren bestimmter chemischer Reaktionen zu wirken (katalytische Antikörper, Abzyme). Die Bindungsenergie von Antikörper und Antigen kann genutzt werden, um thermodynamisch ungünstige Reaktionswege zu beschleunigen.

## Auszeichnungen (Auswahl)
- 1985 Mitgliedschaft in der Königlich Schwedischen Akademie der Wissenschaften
- 1991 Mitgliedschaft in der National Academy of Sciences
- 1994 Humboldt-Forschungspreis
- 1994 Wolf-Preis in Chemie (gemeinsam mit Peter G. Schultz)[5]
- 1996 California Scientist of the Year Award
- 1999 William B. Coley Award[6]
- 2000 Mitgliedschaft in der American Academy of Arts and Sciences[7]
- 2003 Paul-Ehrlich-und-Ludwig-Darmstaedter-Preis (gemeinsam mit Peter G. Schultz)[8]
- 2012 Prinz-von-Asturien-Preis für technische und wissenschaftliche Forschung[9]